# Carl-Otto Silfverschiöld (1899–1955)
Carl-Otto Nils Henning Silfverschiöld, född 20 november 1899 i Stockholm, död 31 december 1955 på Kobergs slott, Västergötland, var en svensk friherre, militär, hovman och godsägare. Han var son till överstekammarjunkaren friherre Otto Silfverschiöld och far till friherre Niclas Silfverschiöld som var gift med prinsessan Désirée.

## Biografi
Carl-Otto Silfverschiöld avlade studentexamen vid Beskowska skolan i Stockholm 1919 och studerade 1922–1923 vid Alnarps lantbruksinstitut. 1919 blev han officersaspirant och avlade två år senare officersexamen vid Livregementets husarer (K 3). Han tjänstgjorde aktivt där fram till 1922 för att därefter placeras i reserven. Han blev 1923 befordrad till underlöjtnant, 1928 till löjtnant och slutligen 1941 till ryttmästare. 1940 blev Silfverschiöld kammarherre vid svenska hovet. Vid sin fars död 1951 fick han ta över släktens fideikommiss Kobergs slott i Västergötland och Gåsevadholms slott i Halland.
Silfverschiöld bedrev även avel av fullblodshästar varav nio hästar startade i kapplöpningar och vann totalt 33 lopp samt 50 425 kr i prispengar (cirka 1,8 miljoner kronor år 2023).

## Familj
Carl-Otto Silfverschiöld tillhörde den friherrliga ätten Silfverschiöld, nr 283. Han var son till överstekammarjunkaren friherre Otto Silfverschiöld och Ingeborg von Horn. Efter sin fars död blev han huvudman för ätten Silfverschiöld. Silfverschiöld gifte sig 28 februari 1931 med Madeleine Bennich, från vilken han blev skild; hon var dotter till generaldirektören Hjalmar Bennich och Maria Odelberg. Makarna Silfverschiöld fick barnen Ulla (född 1932), Niclas (1934–2017) och Otto (1935–2016).

## Utmärkelser
- Konung Gustaf V:s jubileumsminnestecken II, 16 juni 1948.[4]
- Riddare av Johanniterorden i Sverige.
- Riddare av tyska örnens orden.